# Try Everything
«Try Everything» (укр. Не відступлю) — сингл колумбійської співачки Шакіри, написаний для повнометражного діснеївського мультфільму «Зоотрополіс».

## Історія
Пісня була написана австралійською співачкою Sia за участю норвезької продюсерської команди StarGate. В мультфільмі вона була представлена як пісня
місцевої співачки Газелі (озвученою Шакірою).
За декілька місяців до виходу пісні Шакіра написала у своєму блозі в Instagram:

Я страшенно рада повідомити, що буду грати роль Гезелі в мультфільмі «Зоотрополіс» від Disney Animation і виконувати нову пісню для фільму під назвою «Try Everything»!
Оригінальний текст (англ.)
I am thrilled to announce that I will be playing Gazelle in @DisneyAnimation's #Zootopia, and I'll be singing a brand new song for the movie called «Try Everything»!Оригінальний текст (ісп.)
Feliz de haber participado en la nueva película de @DisneyAnimation #Zootopia en donde estaré interpretando a Gazelle y «Try Everything» mi nueva canción para la película.

Коли пісня була опублікована на YouTube-каналі Шакіри і стала доступною для завантаження на ITunes Store та Google Play, Шакіра написала в соціальних мережах:

Новий сингл «Try Everything» з майбутнього фільму «Зоотрополіс» студії Disney Animation тепер доступний в усьому світі! Слухайте цей кліп...
Оригінальний текст (англ.)
~ Shak's brand new single, Try Everything, from @disneyanimation's upcoming #Zootopia movie is out worldwide now! Listen to this clip...Оригінальний текст (ісп.)
~ El nuevo sencillo de Shak, Try Everything, de la película #Zootopia ya está disponible! Escuchen este clip...

У 2017 році пісня була номінована на премію Греммі під час 59-тої церемонії нагородження.
У 2020 році американське видання Billboard розмістило «Try Everything» у топ-12 найкращих пісень студії Disney 21-го століття.
В українській версії пісню виконала співачка Злата Огнєвіч, яка також дублювала Газель українською мовою.